# Bajsaphididae
Bajsaphididae es una familia extinta de insectos de la superfamilia Aphidoidea del orden Hemiptera.